# Kenyon, Minnesota
Kenyon är en ort i Goodhue County i Minnesota. Vid 2010 års folkräkning hade Kenyon 1 815 invånare.

## Kända personer från Kenyon
- Andrew Volstead, politiker